# أسخات تاجيبيرجن
أسخات تاجيبيرجن (9 أغسطس 1990 بكيزيلوردا في كازاخستان - ) هو لاعب كرة قدم كازاخستاني في مركز الوسط. شارك مع منتخب كازاخستان تحت 21 سنة لكرة القدم ومنتخب كازاخستان لكرة القدم. أما مع النوادي، فقد لعب مع نادي آكتوبه وFC Kaisar ‏.

## روابط خارجية
- أسخات تاجيبيرجن على موقع الاتحاد الدولي (مؤرشف)  (الإنجليزية)
- أسخات تاجيبيرجن على موقع الاتحاد الأوربي (الإنجليزية)
- أسخات تاجيبيرجن على موقع قاعدة بيانات كرة القدم.إي يو (الإنجليزية)
- أسخات تاجيبيرجن على موقع ناشيونال فوتبول تيمز (الإنجليزية)
- أسخات تاجيبيرجن على موقع Soccerway.com (الإنجليزية)
- أسخات تاجيبيرجن على موقع عالم كرة القدم.نت (الإنجليزية)
- أسخات تاجيبيرجن على موقع AS.com (الإسبانية)